# Gustav Adolf Platz
Gustav Adolf Platz (* 21. November 1881 in Kraków; † 13. September 1947 in Mannheim) war ein deutscher Architekt.

## Werdegang
Von 1909 an arbeitete er zusammen mit Fritz Schumacher in Hamburg. 1913 trat er in die Bauverwaltung der Stadt Mannheim ein, wo er von 1923 bis 1932 als Stadtbaudirektor tätig war. Neben seiner baulichen Tätigkeit schrieb er mehrere Bücher über zeitgenössische und moderne Architektur. Ab 1932 wurde Platz als freischaffender Architekt in Berlin tätig, bevor er 1942 wieder nach Mannheim in die städtische Bauverwaltung zurückkehrte.

## Autorentätigkeit
Im Jahre 1927 erschien – als bemerkenswert zeitnahe Ergänzung zur renommierten „Propyläen Kunstgeschichte“ – ein umfangreicher Band „Die Baukunst der neuesten Zeit“. Es handelte sich dabei um den ersten Versuch einer architekturgeschichtlichen Gesamtdarstellung der Moderne – von ihren Vorläufern in der Ingenieurbaukunst des späten 19. Jahrhunderts bis zu den jüngsten Ausprägungen des „Neuen Bauens“ in Deutschland.
Aufgrund des großen Interesses an der jüngsten Baukunst fand der Band eine so starke Verbreitung, dass schon bald eine Neuauflage von nochmals 5.000 Exemplaren notwendig wurde. Platz nahm dies zum Anlass einer weitgehenden Umarbeitung seines Werkes, indem er nun auch die Architektur außerhalb des deutschen Sprachraums einbezog, insbesondere jene in Frankreich und den Niederlanden. Außerdem konnte er anhand der zwischenzeitlich realisierten Bauten den Entwicklungsgang der Moderne nachzeichnen – von der Stuttgarter Weißenhofsiedlung über die Berliner Wohnungsbauten bis hin zu Ludwig Mies van der Rohes Barcelona-Pavillon. Ebenso bot er eine kritische Auseinandersetzung mit radikalen Auffassungen (Le Corbusier), die er als anregende Experimente zwar begrüßte, als einengendes Dogma jedoch ablehnte. Als zeitgenössische Epochenbilanz hat die zweite Auflage von „Die Baukunst der neuesten Zeit“ (1930) nachhaltig auf die moderne Architekturgeschichtsschreibung im In- und Ausland gewirkt. Er veröffentlichte auch in der Zeitschrift Architectura von Leo Adler u. a. den Beitrag System einer historischen Baulehre, eine Anregung zur Reform der Architekten-Ausbildung.